# Данноттар
Замок Данноттар (англ. Dunnottar Castle) — средневековый замок, который расположен на восточном побережье Шотландии, в 3 км (2 милях) к югу от города Стоунхейвена и в 24 км (15 милях) от Абердина.

## История замка

### Ранняя история
Утёс, на котором стоит замок, словно специально был создан для того, чтобы Данноттар стал самой неприступной крепостью Шотландии. В замок можно было попасть всего двумя способами: через хорошо укрытый в расселине скалы главный вход, либо по узкой крутой тропинке, которая вела через пещеры к потайному входу в замок. Неудивительно, что в течение многих веков на неприступной скале возводили укрепления. Известно, что название замка произошло от пиктского слова dun, а в конце V века в эти земли прибыл Святой Ниниан, чтобы обратить пиктов в христианскую веру, и основал на скале часовню.
Сохранились записи о том, что в 681 году была предпринята осада крепости Duin, и вполне вероятно, что речь идет о Данноттаре. Кроме того, возможно именно в окрестностях Данноттара в 900 году произошла битва между королём Дональдом II и викингами.
Регулярные сведения о замке стали появляться после 1100 года — в этот период король Вильгельм I превратил крепость в административный центр государства.

### Уильям Уоллес

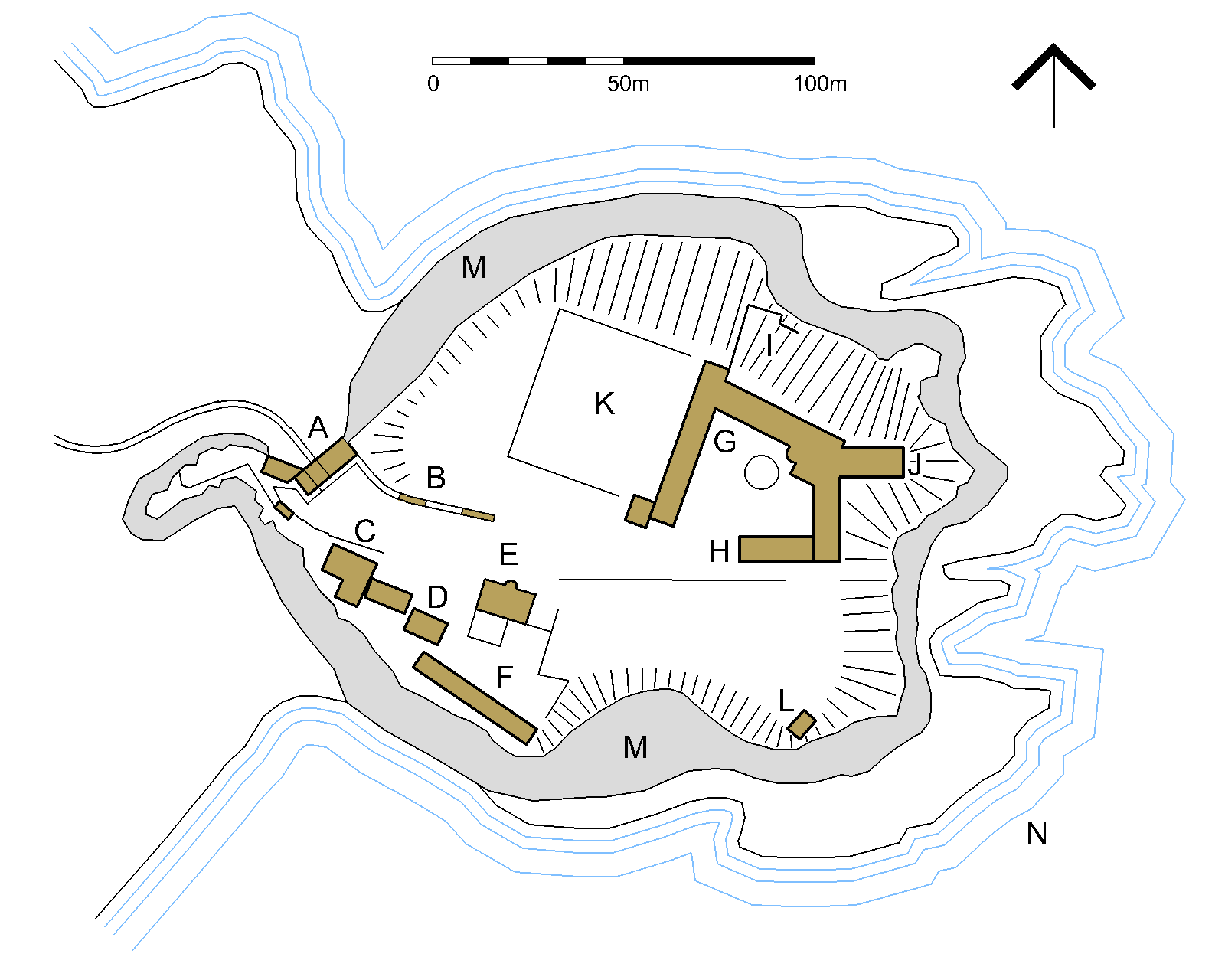
План замка

С начала XII века Данноттар всё чаще упоминается в летописях. Позже, в 1276 году на месте часовни Святого Ниниана была построена церковь, но в 1297 году её захватил Уильям Уоллес и сжёг церковь вместе с укрывшимся в ней английским гарнизоном. В 1336 году англичане вновь взяли Данноттар, и в это время замок посетил король Эдуард III. Но в том же году Данноттар был возвращён Шотландии благодаря усилиям сэра Эндрю Мюррея. В конце XIV века сэр Уильям Кейт снёс более ранние (вероятно деревянные) постройки и построил на этом месте замок из камня. В течение некоторого времени замок Данноттар был главной резиденцией шотландского клана Кейт.

### Верная цитадель королей
В 1531 году король Яков V передал право владения Данноттаром лорд-маршалу Шотландии. Замок посещали королева Мария Стюарт (в 1562 году и в 1564 году) и король Яков VI (в 1580 году). С 1580 года и до 1650 года владеющие замком лорд-маршалы перестроили его, превратив мрачную крепость в богатый дворец, который тем не менее продолжали защищать неприступные скалы.
В мае 1652 года Данноттар был единственной крепостью в Шотландии, которая продолжала хранить верность королю Карлу II и поддерживала его в противостоянии Кромвелю. Кромвель хотел захватить замок ещё и потому, что в Данноттаре хранились королевские регалии и личные бумаги Карла II. Однако когда после восьмимесячной осады замок пал, его кладовые оказались пусты — документы короля укрыла под одеждой жительница замка, а другая женщина, делая вид, что направляется собирать морские водоросли, спустилась с утеса и спрятала драгоценные реликвии короны под полом приходской церкви.

### Якобиты
В 1715 году десятый лорд-маршал встал на сторону якобитов, а когда восстание было подавлено, его осудили за измену. Земли и состояние графа были конфискованы, а замок Данноттар приобрела Йоркская Строительная компания, которая вывезла из замка, все что возможно было вывезти.

## Появление в фильмах
В замке проходили съёмки фильма «Гамлет» (1990 год, режиссёр Франко Дзеффирелли, в ролях Мел Гибсон и Гленн Клоуз). Виктор Франкенштейн (фильм, 2015 год)

## Галерея

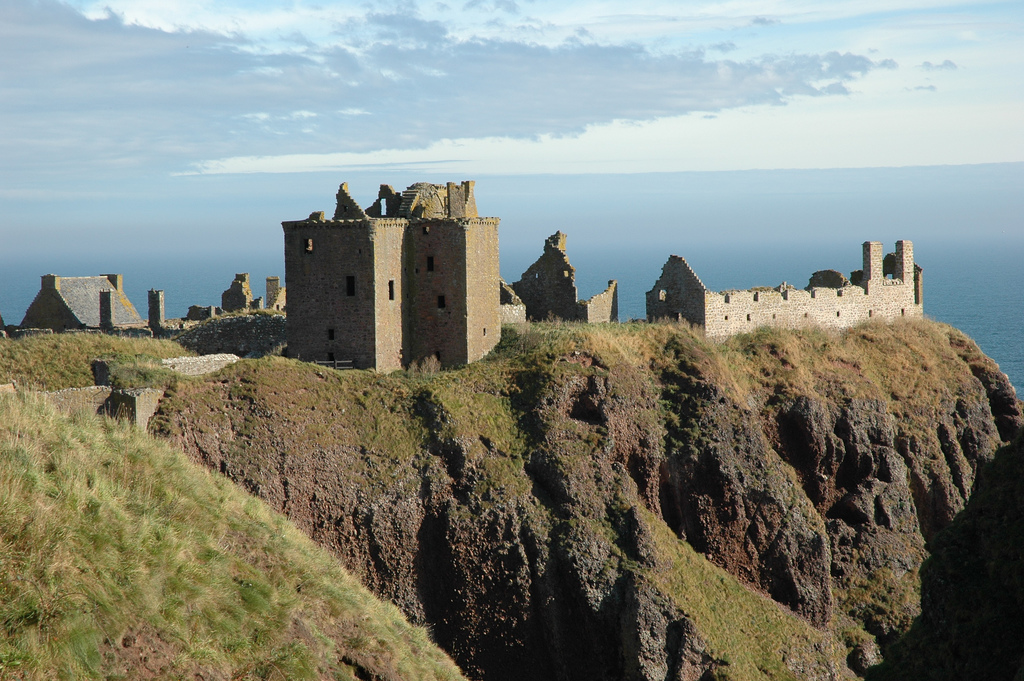
В центре бергфрид, справа - конюшни.
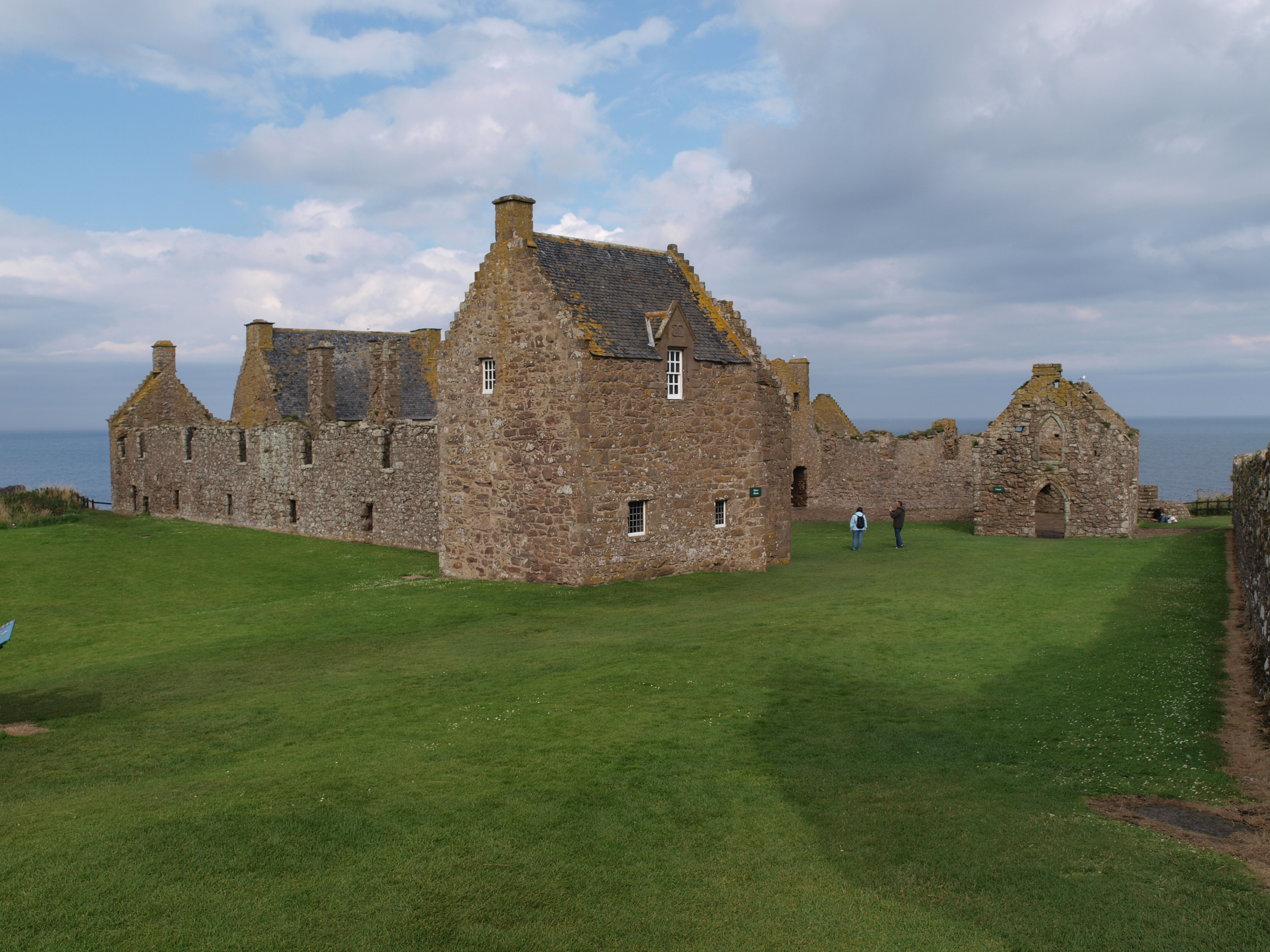
Двор замка, вид с юго-запада. Впереди т.н. Серебряный дом, за ним - капелла.
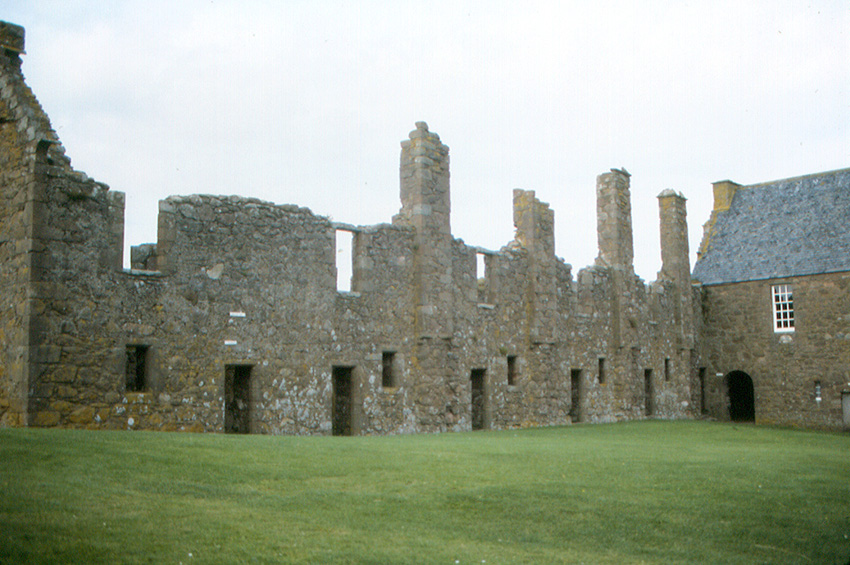
Руины жилых покоев в западной части замка.
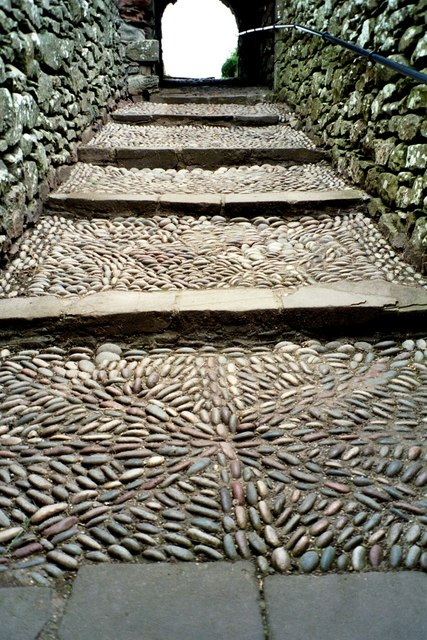
Искусно выложенный плитами вход.